# Grumman XF5F Skyrocket
Grumman XF5F Skyrocket là một mẫu thử tiêm kích đánh chặn trang bị trên tàu, do hãng Grumman Aircraft Engineering Corporation thiết kế với mã G-34.

## Tính năng kỹ chiến thuật (XF5F Skyrocket)
Đặc điểm tổng quát
- Kíp lái: 1
- Chiều dài: 28 ft 9 in (8,76 m)
- Sải cánh: 42 ft (12,80 m)
- Chiều cao: 11 ft 4 in (3,45 m)
- Diện tích cánh: 303,5 ft² (28,2 m²)
- Trọng lượng rỗng: 8.107 lb (3.600 kg)
- Trọng lượng có tải: 10.138 lb (4.600 kg)
- Trọng lượng cất cánh tối đa: 10.900 lb (5450 km)
- Động cơ: 2 × Wright XR-1820-40/42 Cyclone, 1.200 hp (895 kW)  mỗi chiếc

 Hiệu suất bay 
- Vận tốc cực đại: 383 mph (616 km/h)
- Tầm bay: 1.200 mi (1.800 km)
- Trần bay: 33.000 ft (11.000 m)
- Vận tốc lên cao: 4.000 ft/phút (1.220 m/phút)

Trang bị vũ khí

- 4 × súng máy 0.5 in (12,7 mm)
- 4 × quả bom 165 lb (75 kg)